# Eva-Maria Kröger

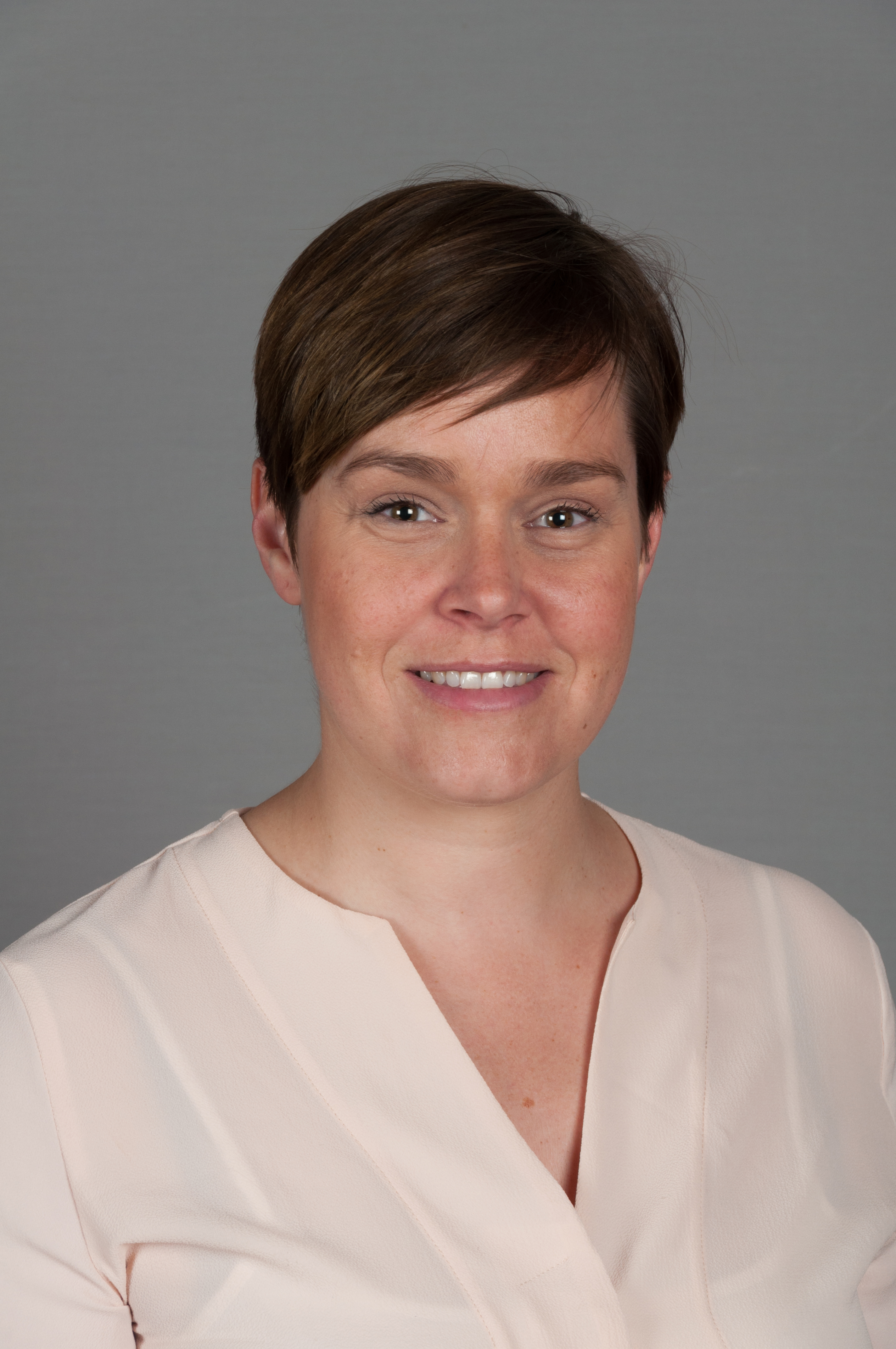
Eva-Maria Kröger (2017)

Eva-Maria Kröger (* 16. Juni 1982 in Rostock) ist eine deutsche Politikerin (Die Linke). Von 2016 bis 2023 war sie Abgeordnete im Landtag von Mecklenburg-Vorpommern. Seit Februar 2023 ist sie Oberbürgermeisterin von Rostock.

## Leben
Eva-Maria Kröger wuchs in Rostock auf und absolvierte 2002 ihr Abitur am Goethe-Gymnasium in Rostock. Kröger nahm noch im selben Jahr an der Universität Rostock ein Studium der Politikwissenschaften und des öffentlichen Rechts auf, welches sie 2005 mit dem Bachelorabschluss beendete. Dort zählte unter anderem Steffen Bockhahn zu ihren Kommilitonen. Anschließend zog sie nach Tübingen, wo sie im Rahmen des Masterstudiengangs Vergleichende Regierungslehre der Eberhard Karls Universität Tübingen ihren Schwerpunkt auf das Themenfeld Europäische Union setzte. Den Masterabschluss erlangte sie 2008. Nach einer folgenden beruflichen Tätigkeit in Mannheim zog Eva-Maria Kröger 2008 zurück nach Rostock.
Von 2007 bis 2009 war sie als freie Journalistin tätig. Später arbeitete sie als Mitarbeiterin im Bundestag, zunächst von 2009 bis 2013 für Steffen Bockhahn (Die Linke) und anschließend von 2013 bis 2016 für Heidrun Bluhm (Die Linke).
Kröger gehörte von 2009 bis zu ihrer Ernennung zur Oberbürgermeisterin im Jahr 2023 der Rostocker Bürgerschaft an, bis 2022 als Fraktionsvorsitzende. Sie war zudem von 2014 bis 2022 Kreisvorsitzende ihrer Partei in Rostock. Von 2013 bis 2016 war sie zudem Vorsitzende des Aufsichtsrates der Volkstheater Rostock GmbH. Bei den Landtagswahlen in Mecklenburg-Vorpommern 2016 und 2021 erhielt sie ein Mandat über die Landesliste der Partei Die Linke. In der Landtagsfraktion war sie Sprecherin für Kultur, Medien, Wohnen und Bauen, Digitalisierung, Petitionen und queerpolitische Themen. Im Zuge ihres Amtsantritts als Oberbürgermeisterin von Rostock legte sie ihr Landtagsmandat nieder. Für sie rückte Dirk Bruhn in den Landtag nach.
Bei der Oberbürgermeisterwahl in Rostock 2022 kandidierte sie für Die Linke. In der ersten Runde am 13. November 2022 errang Kröger mit 25,3 % die meisten Stimmen und zog damit in die Stichwahl ein, in der sie am 27. November 2022 gegen Michael Ebert (parteilos für CDU; FDP, UFR) gewann. Für die Stichwahl sprachen sich auch die SPD, Bündnis 90/Die Grünen und sieben der parteilosen Kandidaten der ersten Runde für Kröger aus.
Diese Stichwahl um die Nachfolge von Claus Ruhe Madsen gewann Kröger mit 58,4 %. Die Amtszeit dauert planmäßig sieben Jahre und begann am 1. Februar 2023.  Sie ist die erste Frau, die direkt in dieses Amt gewählt wurde sowie die zweite Frau überhaupt, die es ausübt. Nach dem Rücktritt Arno Pökers hatte Ida Schillen (Die Linke) das Amt bereits kommissarisch ausgeführt.

## Privates
Eva-Maria Kröger war seit 2012 mit dem damaligen Landesgeschäftsführer der Linken in Mecklenburg-Vorpommern, Kay Spieß, verheiratet und ist seit 2018 verwitwet. Sie hat eine Tochter.
Kröger engagiert sich zudem unter anderem als Finanzerin im Christopher Street Day e.V. in Rostock.